# Sunset Riders
Sunset Riders (на японски: サンセットライダーズ, Сансето Раидазу) е видеоигра, създадена от „Конами“ през 1991 година. Първоначално е предназначена за игра на автомати. Принадлежи към традицията на shoot 'em up и в частност run and gun. Sunset Riders е със страничен скролер, което означава, че действието се вижда отстрани, а главният герой трябва да се движи надясно, за да завърши играта.
Действието се развива в Дивия Запад, където играчът поема контрол върху ловец на глави, опитващ се да спечели наградите за убийството на различни престъпници. Аркадната версия излиза в два варианта: за 2 и за 4 играчи. Версии за конзоли излизат през 1992 (за Sega Mega Drive) и през 1993 (за Super Nintendo Entertainment System).